# Torneo de 's-Hertogenbosch 2013
El Torneo de Bolduque 2013 (también conocido como el TOPSHELF Open 2013) es un torneo de tenis. Desde este año está patrocinado por TOPSHELF, en los dos años anteriores había sido patrocinado por la UNICEF. Pertenece al ATP World Tour 2013 en la categoría ATP World Tour 250, y al WTA Tour 2013 en la categoría International. El torneo tuvo lugar en la ciudad de Bolduque, Países Bajos, desde el 16 de junio hasta el 22 de junio de 2013.

## Cabeza de serie

### Individual masculino
| Tenista              | Ranking | Preclasificada |
| David Ferrer         | 4       | 1              |
| Stanislas Wawrinka   | 10      | 2              |
| John Isner           | 21      | 3              |
| Benoît Paire         | 25      | 4              |
| Jérémy Chardy        | 27      | 5              |
| Marcos Baghdatis     | 40      | 6              |
| Victor Hănescu       | 49      | 7              |
| Daniel Gimeno-Traver | 50      | 8              |

### Dobles masculino
| Tenista                                | Ranking | Preclasificada |
| Aisam-ul-Haq Qureshi Jean-Julien Rojer | 23      | 1              |
| Max Mirnyi Daniel Nestor               | 31      | 2              |
| Santiago González Scott Lipsky         | 48      | 3              |
| Michaël Llodra Nicolas Mahut           | 53      | 4              |

### Individual femenino
| Tenista              | Ranking | Preclasificada |
| Roberta Vinci        | 11      | 1              |
| Dominika Cibulková   | 18      | 2              |
| Carla Suárez Navarro | 19      | 3              |
| Kirsten Flipkens     | 20      | 4              |
| Mona Barthel         | 31      | 5              |
| Romina Oprandi       | 32      | 6              |
| Urszula Radwańska    | 38      | 7              |
| Kristina Mladenovic  | 39      | 8              |

### Dobles femenino
| Tenista                                    | Ranking | Preclasificada |
| Daniela Hantuchová Andrea Hlaváčková       | 56      | 1              |
| Irina-Camelia Begu Anabel Medina Garrigues | 94      | 2              |
| Shuko Aoyama Megan Moulton-Levy            | 124     | 3              |
| Nina Bratchikova Olga Govortsova           | 150     | 4              |

## Campeones

### Individuales masculino
Nicolas Mahut venció a  Stanislas Wawrinka por 6-3, 6-4

### Individuales femenino
Simona Halep venció a  Kirsten Flipkens por 6–4, 6–2

### Dobles masculino
Max Mirnyi /  Horia Tecău vencieron a  Andre Begemann /  Martin Emmrich por 6–3, 7–6(7–4)

### Dobles femenino
Irina-Camelia Begu /  Anabel Medina Garrigues vencieron a  Dominika Cibulková /  Arantxa Parra Santonja por 4-6, 7-6(7-3), [11-9]
- Datos: Q13426099